# Lonchoderma longisquamosum
Lonchoderma longisquamosum is een schildvoetigensoort uit de familie van de Prochaetodermatidae. De wetenschappelijke naam van de soort is voor het eerst geldig gepubliceerd in 1986 door Salvini-Plawen.